# Diana Mussa
Diana Mussa (Campos dos Goytacazes, 19 de janeiro de 1932 — Rio de Janeiro, 8 de maio de 2007) foi uma geóloga e paleobotânica brasileira, autoridade mundial em flora do devoniano, primeira paleobotânica brasileira, professora da Universidade Federal do Rio de Janeiro. 

## Biografia
Nascida em Campos dos Goytacazes, em 1932, Diana era filha de libaneses, a mais nova de cinco irmãos. Seu pai, Nagib Mussa era professor de Língua Francesa e sua mãe, Maria Chacur Mussa, de Língua Inglesa, ainda no Líbano. Sonhava desde criança em ser naturalista devido seu interesse na natureza e nos processos naturais.
Em 1952, Diana Mussa se mudou para o Rio de Janeiro para cursar História Natural na Faculdade Nacional de Filosofia, Ciências e Letras da Universidade do Brasil (atual UFRJ), cursando Geologia na mesma instituição. Fez estágio com grandes pesquisadores da época, tanto da Botânica, quanto da Geologia, como o Dr. Fernando R. Milanez, no Jardim Botânico do Rio de Janeiro (JBRJ), Dr. Calvino Mainieri, no Instituto de Pesquisas Tecnológicas de São Paulo (IPT/SP).
No final dos anos 1950, ingressou o Convento das Clarissas, para se dedicar a trabalho voluntário com populações pobres, onde foi enviada para Manaus. Viveu de 1958 a 1961 em Tefé, realizando pesquisas com madeiras fósseis paralelas à missão religiosa. Regressou ao Rio de Janeiro para tratamento de saúde, onde ingressou na Comissão Nacional de Energia Nuclear, dando início à pós-graduação em 1973, no Instituto de Geociências da Universidade de São Paulo (IGc-USP), sob a orientação do Prof. Dr. Antonio Carlos Rocha-Campos. Sua tese, defendida em 1982, Lignitafofloras Permianas da Bacia do Paraná, Brasil (Estados de São Paulo e Santa Catarina), foi aprovada com louvor pela banca examinadora.
Tornou-se pesquisadora do Departamento Nacional de Produção Mineral (DNPM) e, posteriormente, passou a trabalhar para o Museu Nacional, no Rio de Janeiro. Tornou-se Professora Adjunta de Paleobotânica no Museu Nacional em 1993.

## Morte
Diana Mussa morreu vítima de parada cardíaca em 8 de maio de 2007, na cidade do Rio de Janeiro, depois de uma pneumonia.

## Legado
Descreveu cerca de 30 gêneros de vegetais fósseis, deixando uma importante coleção de lâminas de lenhos fósseis. Foi sócia-fundadora da Sociedade Brasileira de Paleontologia, tendo sido membro da Asociación Latinoamericana de Paleobotánica y Palinología, da Botanical Society of America (Paleobotany Section), da International Organization of Paleobotany (IOP) e da Sociedade Brasileira de Geologia. Inspirou o nome do gênero Mussaeoxylon seclusum Merlotti 1998, para madeira fóssil gimnospérmica do Gondwana brasileiro e da espécie Glossopteris mussae Ricardi-Branco et al. 1999, para novas folhas fósseis do Permiano de São Paulo.

## Gêneros de plantas fósseis descritos
- Zollernioxylon 1959
- Protopodocarpitys 1974
- Palaeopinuxylon 1975
- Astronioxylon 1978 com Suguio
- Brasilestiloxylon 1978
- Matayboxylon 1978 com Suguio
- Myelontordoxylon 1978
- Myrocarpoxylon 1978 com Suguio
- Paratordoxylon 1978
- Piptadenioxylon 1978 com Suguio
- Qualeoxylon 1978 com Suguio
- Solenobrasilioxylon 1978
- Austroscleromedulloxylon 1980
- Schopfiicaulia 1982
- Atlanticoxylon 1986
- Catarinapitys 1986
- Kraeseulpitys 1986
- Petalopitys 1986
- Paulistoxylon 1986
- Piracicaboxylon 1986
- Solidoxylon 1986
- Araguainorachis 1987 com Coimbra
- Carolinapitys 1987 com Coimbra
- Cyclomedulloxylon 1987 com Coimbra
- Teresinoxylon 1989 com Caldas, Lima Filho & Rösler
- Brasilophyton 1996 com Borghi, Bergamaschi, Schubert, Pereira & Rodrigues
- Ciguelia 1996 com Borghi, Bergamaschi, Schubert, Pereira & Rodrigues
- Conchulophyton 1996 com Borghi, Bergamaschi, Schubert, Pereira & Rodrigues
- Edwardsnella 1996 com Borghi, Bergamaschi, Schubert, Pereira & Rodrigues
- Jaguariaivia 1996 com Borghi, Bergamaschi, Schubert, Pereira & Rodrigues
- Petriaia 1996 com Borghi, Bergamaschi, Schubert, Pereira & Rodrigues
- Sphaerullophyton 1996 com Borghi, Bergamaschi, Schubert, Pereira & Rodrigues
- Sulculiphyton 1996 com Borghi, Bergamaschi, Schubert, Pereira & Rodrigues